# Форстолл, Скотт
Скотт Джеймс Форстолл (англ. Scott James Forstall; род. 1969, округ Китсап, штат Вашингтон, США) — американский топ-менеджер и инженер-программист. Старший вице-президент по iOS-программному обеспечению для iPhone и iPad компании Apple Inc. (2007—2012).

## Биография
Форстолл вырос в семье среднего класса в округе Китсап, штата Вашингтон, он был вторым из трех мальчиков у матери — дипломированной медсестры Жанны и отца-инженера Тома Форстолла. Его старший брат Брюс также является старшим инженером — разработчиком программного обеспечения в Microsoft.

### Образование
Одарённый ученик, которому такие навыки, как программирование, «давались легко там, где другим было трудно», Форстолл получил право на углубленный курс естественных наук и математики в неполной средней школе и приобрёл опыт программирования на компьютерах Apple IIe.
Его пропустили на год вперёд, и он рано поступил в олимпийскую среднюю школу в Бремертоне, штат Вашингтон, где одноклассники вспоминают его погружение в соревновательные шахматы, историю и общие знания, время от времени соревнуясь на уровне штата. Он получил средний балл 4,0 и заслужил право выступающего с прощальным словом, которое он разделил с одноклассницей Молли Браун, которая позже стала его женой. Он поставил перед собой цель стать «разработчиком высокотехнологичного электронного оборудования», как он заявил в интервью местной газете.
Далее он поступил в Стэнфордский университет и окончил его в 1991 году по специальности «Символические системы». В следующем году он получил степень магистра компьютерных наук, так же в Стэнфорде.
Во время своего пребывания в Стэнфорде Форстолл был членом студенческого братства Phi Kappa Psi.

### Карьера
В 1992 году Форстолл присоединился к компании NeXT, где он совместно с Крейгом Федериги участвовал в разработке операционной системы NeXTSTEP и программных продуктов для неё.
После поглощения NeXT компанией Apple в 1996 году он перешёл на работу в Apple Inc.
В Apple Форстоллу поручили разрабатывать пользовательские интерфейсы для обновленной линейки компьютеров Mac. В 2000 году Форстолл стал ведущим дизайнером нового пользовательского интерфейса Aqua для Mac, известного своими визуальными элементами на водную тематику, такими как полупрозрачные значки и отражения, что сделало его восходящей звездой в компании. Его повысили до старшего вице-президента в январе 2003 года. В этот период он руководил созданием веб-браузера Safari. Лиза Мелтон, старший разработчик команды Safari, выразила благодарность Форстоллу за его готовность доверять инстинктам своей команды и уважать их способность разрабатывать браузер втайне.
В 2005 году, когда Стив Джобс начал планировать iPhone, у него был выбор: «уменьшить Mac, что было бы грандиозным инженерным достижением, или увеличить iPod». Джобс предпочитал первый подход, но настроил команды Macintosh и iPod, возглавлявшиеся Форстоллом и Тони Фаделлом, соответственно, во внутренней конкуренции. Форстолл выиграл эту жестокую конкуренцию за создание iOS. Это решение обеспечило успех iPhone как платформы для сторонних разработчиков: использование в качестве основы известной настольной операционной системы позволило многим сторонним разработчикам Mac писать программное обеспечение для iPhone с минимальной переподготовкой. Форстолл также отвечал за создание комплекта разработчика программного обеспечения для программистов, позволяющего создавать приложения для iPhone, а также за создание App Store в iTunes.
В 2006 году Форстолл стал отвечать за выпуски Mac OS X после того, как Эви Теванян ушёл с поста главного директора по технологиям программного обеспечения и до того, как был назначен старшим вице-президентом по программному обеспечению для iPhone. Форстолл получил признание за то, что он «руководил командой разработчиков мобильного программного обеспечения для iOS, как часы, и пользовался широким уважением за свою способность работать под давлением».
Он публично выступал на Всемирных конференциях разработчиков Apple, включая доклады о Mac OS X Leopard в 2006 году и разработке программного обеспечения для iPhone в 2008 году, позже, после выпуска iPhone OS 2.0 и iPhone 3G, а также 27 января 2010 года на программном докладе Apple для iPad в 2010 году. На WWDC 2011 Форстолл представил iOS 5. Форстолл также появляется в видеоролике iOS 5, рассказывая примерно три четверти клипа, и почти на каждом крупном специальном мероприятии Apple iOS. На мероприятии «Давайте поговорим об iPhone», посвященном презентации iPhone 4S, он вышел на сцену, чтобы продемонстрировать технологию распознавания голоса Siri, которая изначально была разработана в SRI International.

#### Уход из Apple
19 сентября 2012 года состоялся выпуск iOS 6, последствия которого стали для Apple трудным периодом. Незадолго до того представленное приложение Apple Maps, полностью разработанное Apple, подверглось критике за то, что оно недостаточно развито, содержит ошибки и лишено деталей. Кроме того, приложение часов использовало дизайн, основанный на зарегистрированных товарных знака швейцарских железнодорожных часов, на которые Apple не имела лицензии, что вынудило Apple выплатить швейцарским железным дорогам компенсацию в размере 21 млн $. В октябре Apple сообщила о результатах третьего квартала, в которых выручка и прибыль выросли меньше, чем прогнозировалось. Второй квартал подряд компания не оправдала ожиданий аналитиков.
29 октября 2012 года Apple объявила в пресс-релизе, «что Скотт Форстолл покинет Apple [в 2013 году] и временно будет работать советником генерального директора Тима Кука». Обязанности Форстолла были разделены между четырьмя другими руководителями Apple: старший вице-президент по дизайну Джонатан Айв взял на себя руководство командой Apple по развитию интерфейса пользователя, Крейг Федериги стал новым главой отдела разработки программного обеспечения iOS, руководитель службы поддержки Эдди Кью взял на себя ответственность за Apple Maps и Siri, а Боб Мансфилд (бывший старший вице-президент по аппаратному обеспечению) стал курировать новую технологическую группу. В тот же день Джон Броуэтт, который был старшим вице-президентом по розничной торговле Apple, был уволен сразу после шести месяцев работы.
Ни Форстолл, ни какой-либо другой руководитель Apple публично не прокомментировал свой уход, за исключением первоначального заявления для прессы, но обычно предполагается, что Форстолл оставил свой пост добровольно. Поэтому вся информация о причинах его ухода поступает из анонимных источников. Сообщается, что целью Тима Кука с тех пор, как он стал генеральным директором, было создание культуры гармонии, что означало «отсеивание людей с неприятным характером — людей, которых Джобс терпел и даже держал близко, как Форстолл», хотя старший технический директор Apple Майкл Лопп «считает, что способность Apple к инновациям возникла из-за напряжения и разногласий». Стива Джобса называли «человеком, принимающим решения», за которым оставалось последнее слово по продуктам и функциям, пока он был генеральным директором, и, как сообщается, он держал под контролем «сильных личностей в Apple, всегда отдавая победный голос или оставляя за собой последнее слово», поэтому после смерти Стива Джобса многие из этих конфликтов между руководителями стали достоянием общественности. У Форстолла были настолько плохие отношения с Айвом и Мансфилдом, что он не мог встретиться с ними без посредничества Кука; как сообщается, Форстолл и Айв не сотрудничали ни на каком уровне. Будучи вынужденным выбирать между ними, Кук, как сообщается, решил оставить Айва, поскольку Форстолл не участвовал в сотрудничестве. Форстолл был очень близок к Стиву Джобсу и его называли мини-Стивом, поэтому смерть Джобса оставила Форстолла без защитника. Форстолл также упоминался как будущий генеральный директор журналом Fortune и книгой Inside Apple (написанной Адамом Лашински), что сделало его непопулярным в Apple. Сообщается, что Форстолл был ответственен за уход Жана-Мари Юлло (технического директора по приложениям) в 2005 году и Тони Фаделла (старшего вице-президента по разработке аппаратного обеспечения) в 2008 году; Фаделл отметил в интервью BBC, что увольнение Форстолла было оправданным и он «получил то, что заслужил». У предшественника Фаделла на посту старшего вице-президента по аппаратному обеспечению Джона Рубинштейна также были натянутые отношения с Форстоллом. Сообщалось, что после смерти Джобса в 2011 году Форстолл пытался собрать силы, чтобы бросить вызов Куку.
Интеллектуальный персональный голосовой помощник Siri, представленный Форстоллом в сентябре 2011 года, был встречен неоднозначно: некоторые наблюдатели назвали его «провалом». Форстолл подвергся резкой критике после того, как новое приложение Apple Maps, представленное в iOS 6, подверглось критике за неточности, не соответствующие стандартам Apple. По словам Адама Лашински из Fortune, когда Apple принесла официальные извинения за ошибки в Картах, Форстолл отказался их подписать. Согласно давней практике Apple, Форстолл был «непосредственно ответственным лицом» за Maps, и его отказ подписать извинения убедил Кука, что Форстолл должен уйти.
Сообщалось, что скевоморфный стиль дизайна Форстолла, активно пропагандировавшийся бывшим генеральным директором Стивом Джобсом, также вызвал споры и разделил команду дизайнеров Apple. В интервью 2012 года Айв, тогдашний руководитель отдела проектирования аппаратного обеспечения, отказался комментировать пользовательский интерфейс iOS: «Что касается тех элементов, о которых вы говорите, я к ним не особо причастен».

#### Последние годы
Форстолл несколько лет не появлялся на публике после ухода из Apple. В отчете за декабрь 2013 года говорилось, что он сосредоточился на путешествиях, консультировал благотворительные организации и давал неофициальные советы некоторым небольшим компаниям.
17 апреля 2015 года Форстолл опубликовал свой первый твит, в котором выяснилось, что он является сопродюсером бродвейской версии мюзикла Fun Home. Это было его первое публичное выступление с момента ухода из Apple в 2012 году. 7 июня 2015 года мюзикл, спродюсированный Форстоллом, получил пять наград на фестивале «Тони».
Сообщалось, что в 2015 году Форстолл работал консультантом в Snap Inc.
20 июня 2017 года Форстолл дал своё первое публичное интервью после ухода из Apple. Журналист Джон Маркофф взял у него интервью в Музее компьютерной истории о создании iPhone в день 10-летия начала его продаж.
18 апреля 2020 года Форстолл объявил, что является продюсером бродвейского мюзикла «Hadestown». И этот мюзикл получил 8 премий «Тони».
20 мая 2020 года Форстолл появился на онлайн Break-мероприятии некоммерческой организации Code.org.
17 декабря 2020 года выяснилось, что Форстолл был одним из соавторов WordArt вместе с инженером Apple Натом Брауном во время стажировки в Microsoft в 1991 году.
В апреле 2021 года Форстолл выступал в качестве одного из свидетелей Apple в суде по делу «Epic Games против Apple».